# Црква Светог Симеона и Светог Саве у Кусатку
Црква Светог Симеона и Светог Саве у Кусатку, насељеном месту на територији општине Смедеревска Паланка, подигнута је 1998. године и припада Епархији шумадијској Српске православне цркве.
Црква је посвећена Светом Симеону и Светом Сави.